# Akhethetep

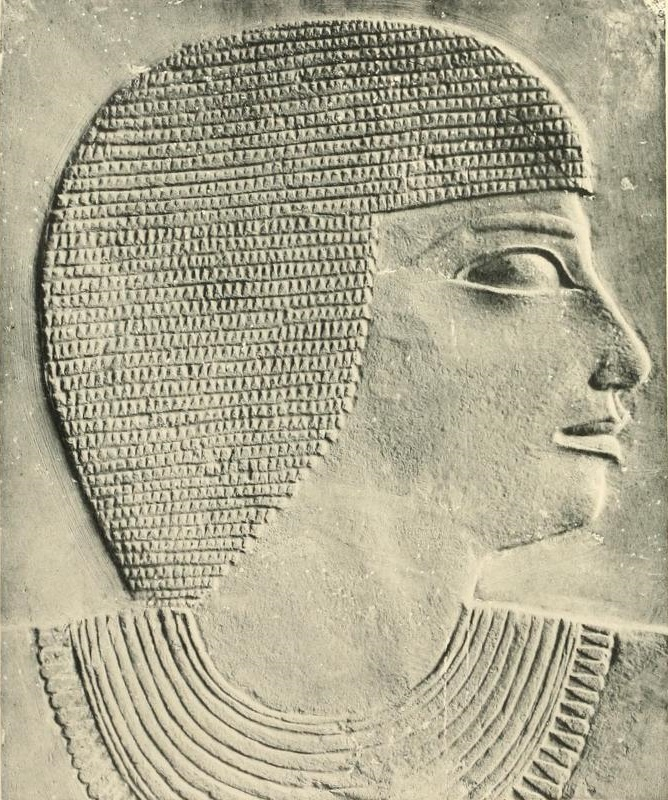
Phù điêu của Akhethetep từ mastaba của ông.

Akhethetep (cũng là Akhethotep hoặc Akhty-hotep) là một vị quan đại thần của Ai Cập cổ đại, ông sống vào giai đoạn vương triều thứ Năm của Ai Cập khoảng năm 2400 TCN. Akhethotep và người con trai của ông Ptahhotep Tjefi đã là những vị quan lớn của triều đình dưới triều đại của Djedkare (2414–2375 TCN) và của Unas (Wenis), vào giai đoạn cuối của vương triều thứ Năm (2494–2345 TCN). Các tướcc hiệu của Akhethetep gồm có tước hiệu của một tể tướng, điều này khiến cho ông trở thành vị quan có địa vị cao nhất của triều đình, chỉ đứng sau nhà vua. Ông còn là Quan giám sát các kho tàng, Quan giám sát các ký lục của những văn kiện của đức vua và Quan giám sát các kho thóc. Akhethetep là con trai của Ptahhotep. Cha của ông cũng là một tể tướng.
Ông nổi tiếng nhờ ngôi mộ của mình, nó được phát hiện ở Saqqara. Sơ đồ của nó đã được Mariette vẽ lại và được N. de Garis Davies xuất bản.Nó là một mastaba chung thuộc về Ptahhotep Tjefi và Akhethetep.